# Spitsneusgrafvleermuis
De spitsneusgrafvleermuis (Taphozous troughtoni) is een vleermuis uit het geslacht Taphozous die voorkomt bij Mount Isa en Cloncurry in Noordwest-Queensland (Australië). Soms wordt hij tot T. georgianus gerekend.

## Kenmerken
Het is een grote schedestaartvleermuis met een olijfbruine vacht, lichtbruine vleugels en een lichtbruin gezicht. De kop-romplengte bedraagt 79 tot 86 mm, de voorarmlengte 72,5 tot 75,5 mm en de oorlengte 22 tot 27 mm.
Taphozous achates · Taphozous australis · Taphozous georgianus · Taphozous hamiltoni · Taphozous hildegardeae · Taphozous hilli · Taphozous kapalgensis · Taphozous longimanus · Mauritiusgrafvleermuis (Taphozous mauritianus) · Taphozous melanopogon · Kaalbuikgrafvleermuis (Taphozous nudiventris) · Egyptische grafvleermuis (Taphozous perforatus) · Taphozous theobaldi · Spitsneusgrafvleermuis (Taphozous troughtoni)